# Kasimpar (Wanayasa)
Kasimpar is een bestuurslaag in het regentschap Banjarnegara van de provincie Midden-Java, Indonesië. Kasimpar telt 1488 inwoners (volkstelling 2010).